# Leopold River
Leopold River är ett vattendrag i Australien. Det ligger i delstaten Western Australia, omkring 1 800 kilometer nordost om delstatshuvudstaden Perth.
Omgivningarna runt Leopold River är i huvudsak ett öppet busklandskap. Trakten runt Leopold River är nära nog obefolkad, med mindre än två invånare per kvadratkilometer. Genomsnittlig årsnederbörd är 797 millimeter. Den regnigaste månaden är januari, med i genomsnitt 199 mm nederbörd, och den torraste är augusti, med 1 mm nederbörd.